# Cantó d'Aunay-sur-Odon
El cantó d'Aunay-sur-Odon és un cantó francès del departament de Calvados, situat al districte de Vire. Té 17 municipis i el cap es Aunay-sur-Odon.

## Municipis
- Aunay-sur-Odon
- Bauquay
- La Bigne
- Brémoy
- Cahagnes
- Coulvain
- Dampierre
- Danvou-la-Ferrière
- Jurques
- Les Loges
- Le Mesnil-Auzouf
- Ondefontaine
- Le Plessis-Grimoult
- Roucamps
- Saint-Georges-d'Aunay
- Saint-Jean-des-Essartiers
- Saint-Pierre-du-Fresne

## Història
| Data d'elecció                           | Identitat      | Partit                     | Qualitat |
| ---------------------------------------- | -------------- | -------------------------- | -------- |
| 1945-1955                                | Louis Lacaine  | Divers droite              |          |
| 1955-1973                                | M. Banchet     | MRP, després radical       |          |
| 1973-1998                                | Marcel Bénard  | Divers droite, després UDF |          |
| 1998-                                    | Claude Hamelin | Divers droite              |          |
| les dades anteriors no són pas conegudes |                |                            |          |
|                                          |                |                            |          |

## Demografia
| A partir de 1990: Població sense dobles comptes |